# Новопавлівська волость (Катеринославський повіт)
Новопавлівська волость — історична адміністративно-територіальна одиниця Катеринославського повіту Катеринославської губернії.
Станом на 1886 рік складалася з єдиного поселення, мешканці якого складали єдину сільську громаду. Населення — 2891 особа (1398 чоловічої статі та 1493 — жіночої), 459 дворових господарств .
|                  | Площа, десятин | У тому числі орної, дес. |
| ---------------- | -------------- | ------------------------ |
| Сільських громад | 7924           | 4355                     |
| Іншої власності  | 120            | 120                      |
| Загалом          | 8044           | 4475                     |

Поселення волості:
- Новопавлівка  (Лиса Гора) — колишнє власницьке село при річці Дніпро й його протоках Лиман й Кам'янка за 112 верст від повітового міста, 2891 особа, 459 дворів, православна церква, школа, 2 лавки, за версту — рибний завод.